# Атлант Фарнезе
40°51′12″ пн. ш. 14°15′02″ сх. д. / 40.8534° пн. ш. 14.2505° сх. д.
Атлант Фарнезе — елліністична скульптура Атланта (титана в грецькій міфології), датована другим століттям нашої ери, що перебуває нині в колекції Національного археологічного музею Неаполя, інвентарний № 6374.
Найстаріша зі збережених статуй титана грецької міфології та найдавніша скульптура із зображенням небесної сфери. 1898 року Георг Тіле припустив, що зоряний глобус, що є деталлю скульптури «Атлант Фарнезе», виготовлений на основі каталогу Гіппарха. 2005 року цю гіпотезу знову запропонував Бредлі Шафер, професор фізики з Університету штату Луїзіана. Деякі фахівці не погоджуються з цим припущенням та відзначають, що при ретельному розгляді зображення на глобусі скульптури можна побачити набагато більше відмінностей, ніж подібності з даними Гіппарха.

## Історія та опис

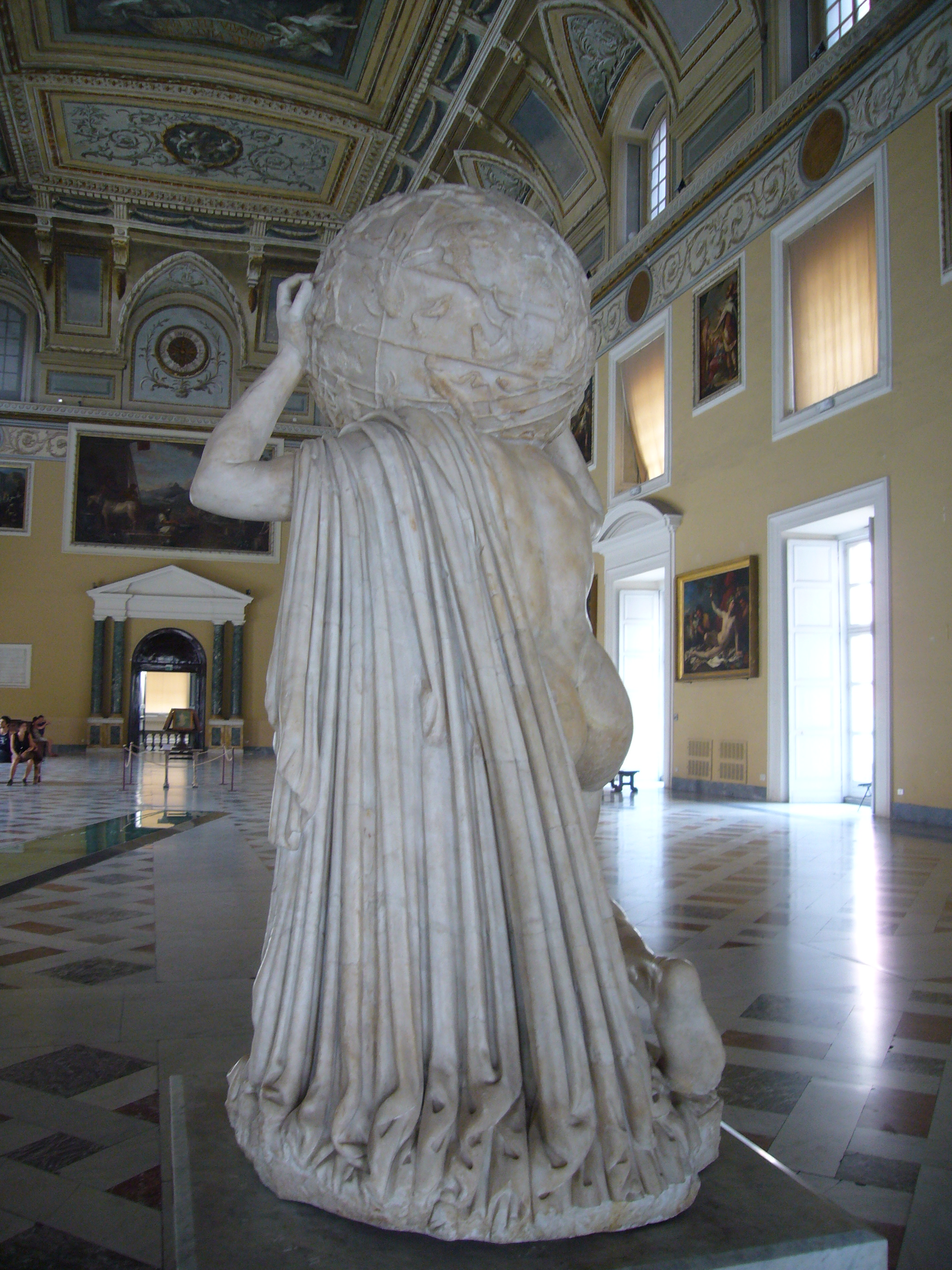
Вид скульптури зі спини

Статуя Атланта належить до групи скульптур колекції Фарнезе, знайдених близько 1546 року у термах імператора Каракалли у Римі. Спочатку статуя перебувала в колекції купця та антиквара дель Буфало в саду його палацу, розташованого поруч із фонтаном Треві. Але своє теперішнє ім'я вона отримала від кардинала Алессандро Фарнезе, який придбав її у 1562 році. Потім колекція скульптур була перевезена до Неаполя, а 1787 року була успадкована герцогом пармським, майбутнім іспанським королем Карлом, сином Ізабелли Фарнезе, останнім нащадком родини Фарнезе, якій належала художня колекція.
Певний час «Атлант Фарнезе» перебував у римському Палаццо Фарнезе, і врешті знайшов своє остаточне місце в Національному археологічному музеї Неаполя. Висота скульптури разом з основою становить 2,1 метра, діаметр небесної сфери — 65 сантиметрів. На ній зображені барельєфи сорока одного (деякі джерела називають сорок три) із сорока восьми класичних грецьких сузір'їв, описаних пізньоелліністичним астрономом Птолемеєм, видимих у нічному небі із Землі.